# Old Mill Creek
Old Mill Creek é uma vila localizada no estado americano de Illinois, no Condado de Lake.

## Demografia
Segundo o censo americano de 2000, a sua população era de 251 habitantes.
Em 2006, foi estimada uma população de 258, um aumento de 7 (2.8%).

## Geografia
De acordo com o United States Census Bureau tem uma área de
26,5 km², dos quais 26,2 km² cobertos por terra e 0,3 km² cobertos por água.

## Localidades na vizinhança
O diagrama seguinte representa as localidades num raio de 8 km ao redor de Old Mill Creek.